# Naturgaslagen
Naturgaslagen (2005:403) är en svensk lag, som trädde i kraft den 1 juli 2005 och innehåller bestämmelser om naturgasledningar, lagringsanläggningar och förgasningsanläggningar samt om handel med naturgas i vissa fall och om trygg naturgasförsörjning.

## Historik
Naturgaslagen ersatte den gamla naturgaslagen från år 2000. Samtliga bestämmelser i den gamla naturgaslagen fördes över till den nya, antingen med oförändrad lydelse eller med vissa ändringar. Dessutom infördes ett stort antal nya bestämmelser i den nya lagen. De nya och de ändrade bestämmelserna infördes för att genomföra EG:s så kallade reviderade gasmarknadsdirektiv.

## Vissa definitioner
Med naturgas avses i naturgaslagen även biogas, gas från biomassa och andra gaser, i den mån det är tekniskt möjligt att använda dessa gaser i naturgassystemet.
Med naturgasledning avses i lagen rörledning, mät- och reglerstation, linjeventilstation, rensdonsstation och kompressorstation.

## Koncession
En naturgasledning får inte byggas eller användas utan tillstånd (koncession) av regeringen. Koncession krävs dock inte för en naturgasledning som är belägen efter en mät- och reglerstation.
Koncession krävs även för lagrings- och förgasningsanläggningar.